# Platysphinx conspersa
Platysphinx conspersa är en fjärilsart som beskrevs av Herman Dewitz 1879. Platysphinx conspersa ingår i släktet Platysphinx och familjen svärmare. Inga underarter finns listade i Catalogue of Life.

## Bildgalleri

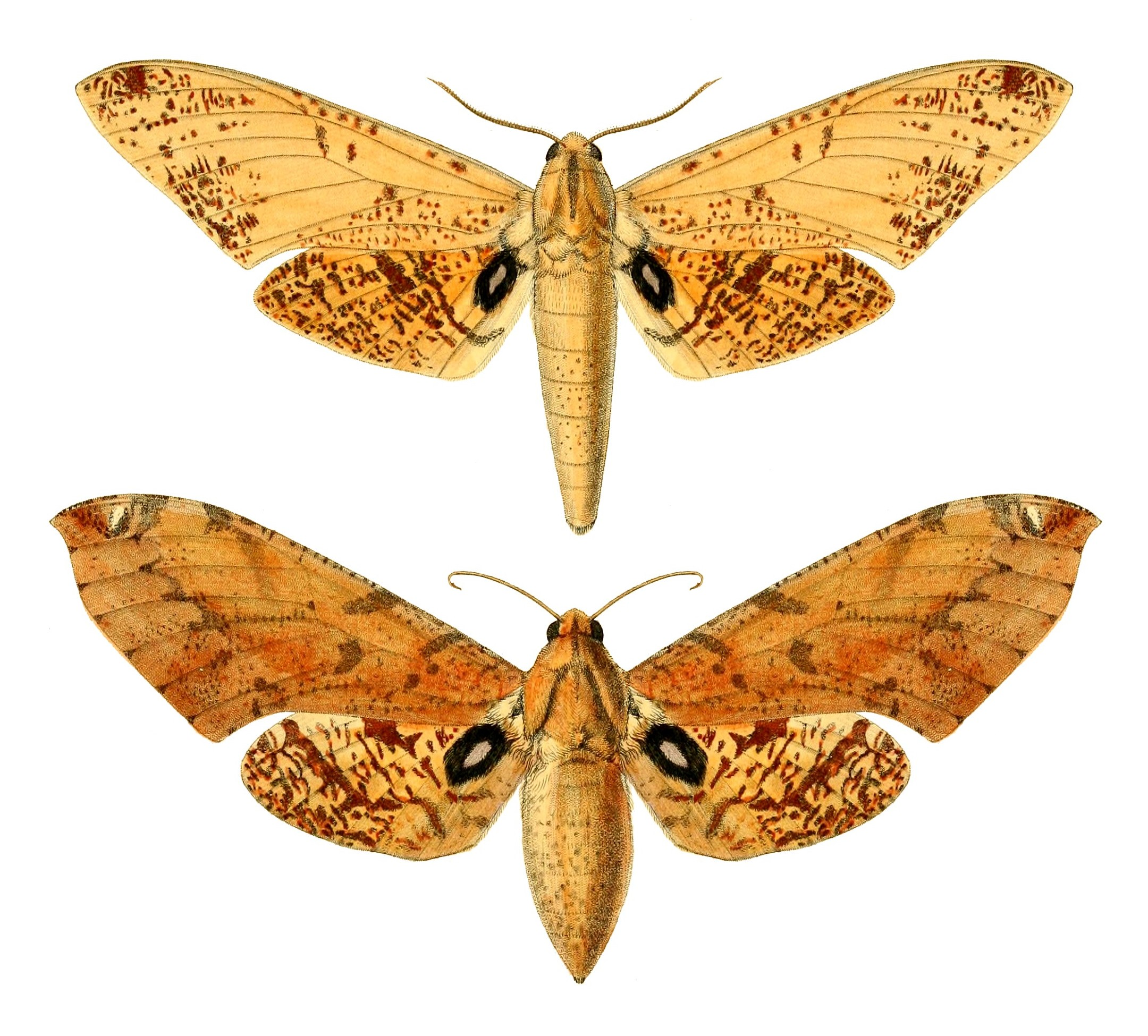